# Actinostola kerguelensis
Actinostola kerguelensis är en havsanemonart som beskrevs av Oscar Henrik Carlgren 1928. Actinostola kerguelensis ingår i släktet Actinostola och familjen Actinostolidae. Inga underarter finns listade i Catalogue of Life.